# Лысцов, Иван Васильевич
Ива́н Васи́льевич Лысцо́в (13 октября 1934, Хибиногорск — 24 апреля 1994, Москва) — советский и российский поэт, публицист. Член Союза писателей СССР.

## Биография
Иван Лысцов родился 13 октября 1934 года в Хибиногорске (ныне Кировск, Мурманская область). Окончил семилетнюю школу в Сызрани, затем Пермский геологоразведочный техникум.
В период воинской службы в должности радиомеханика Оренбургского военно-авиационного училища, обслуживал полёты курсантов, в том числе Юрия Гагарина. Затем работал в Тюменском производственном геологическом управлении. В Тюмени в 1956 году вышел его первый сборник стихов «В первом маршруте».
В 50-х годах Лысцов с семьёй приезжает в Липецк, который стал ему родным и, вскоре, выпускает свой первый «взрослый» сборник стихов «Добрые облака».
Закончив в 1964 году Литературный институт имени А. М. Горького (семинар Л. Ошанина), жил и работал в Москве. В 1965 году принят в Союз писателей СССР. Сборники стихов Ивана Лысцова выходили в центральных издательствах СССР: «Молодая гвардия», «Московский рабочий», «Советская Россия», «Советский писатель» и «Современник».
В 1960-е годы около трёх лет был журналистом обнинской газеты «Вперёд».
Святослав Рерих писал И. В. Лысцову: «Очень обрадовали Ваши стихи. В них я нашёл не только цветистую, самобытную образность языка, но и красивую мысль, порой очень глубокую…».
24 апреля 1994 года за несколько часов до презентации в Москве своей книги «УбийствоЕсенина», Иван Васильевич был найден убитым в пруду возле дома, где он жил в районе проспекта Вернадского. Обстоятельства смерти до настоящего времени не выяснены. Последняя книга автора вызвала противоречивые читательские отклики, от апологетических до резко критических выпадов, обвинений в предвзятости и антисемитизме.

## Сочинения
- В первом маршруте: стихи. — Тюмень: Кн. изд-во, 1956. — 46 с.
- Тетрадь в косую линейку / рис. Р. Багаутдинова. — Пермь: Кн. изд-во, 1960. — 22 с.
- Добрые облака: стихи. — Липецк: Кн. изд-во, 1961. — 32 с.
- Золотена: стихи. — М.: Мол. гвардия, 1962. — 95 с.
- Шофер Зимогор. — Липецк: Кн. изд-во, 1962. — 20 с.
- Благодарствую, жизнь!: стихи. — М.: Сов. Россия, 1966. — 119 с. — (Поэтическая Россия).
- Диво: стихи / [ил. Л. Данич]. — Воронеж: Центр.-Чернозем. кн. изд-во, 1967. — 63 с.
- Сердолик: стихи. — М.: Сов. писатель, 1967. — 144 с.
- Доля: стихотворения / худож. Л. Корсаков; предисл. А. Югова. — М.: Моск. рабочий, 1969. — 176 с.
- Стезя: лирика. — М.: Сов. Россия, 1971. — 96 с.
- Узы : стихи. — М.: Мол. гвардия, 1971. — 112 с.
- Весть / [ил. А. Е. Цветков]. — М.: Сов. писатель, 1973. — 104 с. — (Новые стихи).
- Как тетрадка родилась / [Ил.: Г. Человечков]. — М.: Малыш, 1974. — [18] с.
- Страда. — М.: Современник, 1974. — 141 с. — (Книга стихов).
- Согласие / [худож. Н. Банников]. — М.: Мол. гвардия, 1978. — 110 с. — (Новые стихи).
- Голос ветра: стихи. — М.: Сов. писатель, 1981. — 63 с.
- Принесение даров: стихи. — М.: Современник, 1981. — 159 с.
- Празднество: стихотворения / [худож. Р. А. Казаков]. — М.: Сов. Россия, 1983. — 166 с.
- Происхождение: стихи / [худож. Н. Полухина]. — М.: Мол. гвардия, 1985. — 111 с.
- Белые хлебы: кн. стихов / [худож. М. Заводнов]. — М.: Современник, 1986. — 206 с.
- Лунница: кн. лирики / [худож. С. Смирнов-Назаренко]. — М.: Сов. писатель, 1990. — 221 с.
- Птица феникс: [стихи]. — М.: Сов. писатель, [1990]. — 7 с.: портр. — (Рекламная б-чка поэзии).
- Убийство Есенина. — М.: Набат, 1992. — 96 с.
- Звездница. — М.: РБП, 1994. — 7 с.: ил. — (Рекламная б-чка поэзии).